# エリック・マッコイ
エリック・クリストファー・マッコイ（Erik Christopher McCoy, 1997年8月27日 - ）は、アメリカ合衆国テキサス州サンアントニオ出身のプロアメリカンフットボール選手。NFLのニューオーリンズ・セインツに所属している。ポジションはセンター。

## 経歴

### カレッジ
テキサスA&M大学へ進学し、1年目の2015年シーズンはNCAAのレッドシャツ制度により試合に出場しなかった。
2016年シーズンから先発に定着し、3年間全試合に出場した。
2018年シーズン終了後、2019年のNFLドラフトにエントリーした。

### ニューオーリンズ・セインツ
| 身長                        | 体重            | 腕 の 長 さ   | 手 の 大 き さ   | 40Yrd ダ ッ シ ュ | 10Yrd ス プ リ ッ ト | 20Yrd ス プ リ ッ ト | 20Yrd シ ャ ト ル | 3 コ 丨 ン ド リ ル | 垂 直 跳 び   | 立 ち 幅 跳 び      | ベ ン チ プ レ ス |
| --------------------------- | --------------- | ------------- | ---------------- | ----------------- | -------------------- | -------------------- | ----------------- | ------------------- | ------------- | ------------------- | ----------------- |
| 6 ft 3+7⁄8 in (193 cm)      | 303 lb (137 kg) | 33 in (84 cm) | 9+5⁄8 in (24 cm) | 4.89 s            | 1.72 s               | 2.85 s               | 4.62 s            | 8.28 s              | 31 in (79 cm) | 8 ft 11 in (2.72 m) | 29 回             |
| All values from NFL Combine |                 |               |                  |                   |                      |                      |                   |                     |               |                     |                   |

2019年のNFLドラフトにて2巡目全体48位でニューオーリンズ・セインツから指名され、その後ルーキー契約を結んだ。
1年目の2019年シーズンは16試合に出場し、オールルーキーチームに選出された。
2022年9月8日にセインツと5年総額6,375万ドルの契約延長に合意した。
2023年シーズン、負傷したフランク・ラグナウの代替選手として初のプロボウルに選出された。
2024年シーズンは鼠蹊部の手術を受け、開幕から7試合を欠場。その後復帰し7試合に出場したが、2024年12月28日に肘を痛めて故障者リスト入りし、シーズン残りの試合を全休した。その後、スーパーボウルのため欠場するキャム・ユルゲンズの代替選手として、2年連続でプロボウルに選出された。